# Lichtopstand Binnenrandzel
De lichtopstand Binnenrandzel is een van de twee lichtopstanden op De Randsel, een grote zandplaat nabij het Duitse eiland Borkum. De lichtopstand Binnenrandzel en de lichtopstand Fischerbalje zijn de enige twee lichtopstanden van het Lichtenplan voor de Beneden-Eems. De lichtopstand werd gebouwd in 1886 en werd gedoofd in 1995.